# イングリッド・オルデロク
イングリッド・オルデロク（1944年 - 2001年3月17日）は、「犬の女」として知られる、カラビネロ・デ・チリの少佐で、1973年にDINA（チリ秘密警察）のエージェントに転向した。チリ軍事独裁政権の最初の数年間、人権侵害の責任を負った。